# 나트륨 층

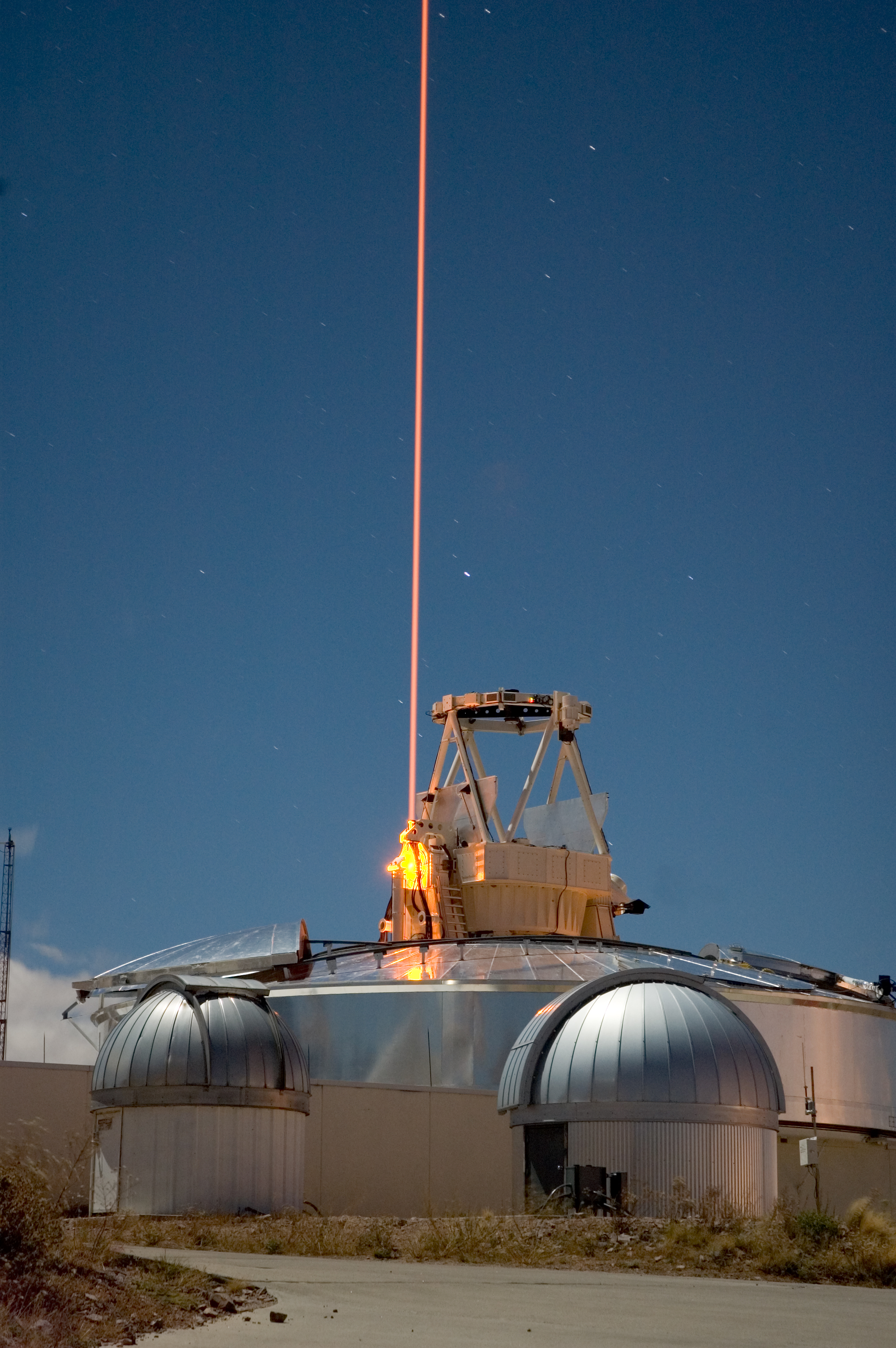
미공군기지(Starfire Optical Range)에서 대기 상층부(나트륨 층)에 레이저를 쏘아 인공별(laser guide star)을 만드는 모습. 적응 광학(adaptive optics) 기술을 이용하면 대기 흔들림을 보정하여 훨씬 좋은 해상도를 얻을 수 있다.

나트륨 층(영어: Sodium layer)은 지구 대기의 중간권에 위치하는, 이온화되어 있지 않은 원자상태로 존재하는 나트륨이 이루는 층이다. 이 층의 높이는 80–105 km이며, 두께는 약 5 km이다. 나트륨은 유성들이 지구 대기 속으로 들어오면서 타서 증발해서 발생한 것이다. 나트륨층 아래 쪽에서 나트륨은 산화 나트륨같이 화학적으로 결합된 상태로 존재하고, 이 층 위쪽에서는 주로 이온화되어 있다. 밀도는 계절에 따라 변하며, 평균 선밀도는 대략 40억 원자/cm2이다.
이 층의 나트륨 원자들은 보통 들뜬 상태(excited state)에 있으며, 589 nm 근처에서 약하게 노란색 빛을 낸다. 이 파장 대역을 나트륨 D선(sodium D lines)이라고 하며, 이렇게 대기가 매우 약하게 빛이 나는 현상을 대기광(大氣光)이라고 부른다.
천문학자들은 이 나트륨 층을 대기 상층부에 인공별(laser guide star)을 만드는데 이용한다. 지상에서 강력한 레이저 빔을 나트륨 층에 쏘면 나트륨 원소들이 들뜬 상태로 올라 갔다가 내려 오면서 빛을 내게 된다. 이렇게 방출된 빛을 다시 지상의 망원경으로 관측함으로써, 이 빛이 아래층의 대기를 통과하는 동안 굴절되고 산란되는 패턴을 실시간으로 모니터할 수 있다. 이 정보를 이용하여 망원경의 거울을 미세하게 조절하여 대기의 효과를 보정하는 기술을 적응광학이라고 한다. 적응광학 기술을 이용하면 대기 때문에 생기는 시상보다 훨씬 좋은 해상도를 얻을 수 있다.

## 역사
- 나트륨 층은 1929년에 미국의 천문학자 베스토 슬라이퍼에 의해 처음으로 발견되었다.

- 1939년에 영국-미국의 지구물리학자 시드니 채프만이 대기광 현상을 설명하기 위해 reaction-cycle 이론을 제안하였다.

## 참고 문헌
1. ↑  
Ageorges, N.; Hubin, N.; Redfern, R.M. (1999). “Atmospheric Sodium Column Density Monitoring”. 《ESO Conference and Workshop Proceedings》 (Garching: European Southern Observatory) 56. Bibcode:1999ESOC...56....3A. 2012년 3월 19일에 원본 문서 (PDF)에서 보존된 문서. 2011년 9월 4일에 확인함.

## 같이 보기
- 적응광학